# Robert Heilbroner
Robert L. Heilbroner (24 de março de 1919 – 4 de janeiro de 2005) foi um economista americano e historiador do pensamento econômico. Autor de mais de vinte livros, Heilbroner era mais conhecido por The Worldly Philosophers (1953), uma pesquisa sobre as vidas e contribuições de economistas famosos, notavelmente Adam Smith, Karl Marx, e John Maynard Keynes.

## Biografia
Heilbroner nasceu em Nova Iorque, em uma rica família judia alemã. Seu pai, Louis Heilbroner, havia fundado a loja varejista de roupas masculinas Weber and Heilbroner. Robert formou-se na Universidade Harvard em 1940 com um nível Cum laude em filosofia, governo e economia. Durante a Segunda Guerra Mundial, ele serviu o exército dos Estados Unidos e trabalhou no Office of Price Control sob a tutela de John Kenneth Galbraith, o célebre e controverso economista institucionalista.
Após a guerra, Heilbroner trabalhou brevemente como um banqueiro e entrou na academia na década de 1950 como um pesquisador associado da The New School. Durante este período, ele foi muito influenciado pelo economista alemão Adolph Lowe, que era um grande representante da Escola Histórica Alemã. Em 1963, Heilbroner obteve um Ph.D. em economia pela The New School, onde ele foi posteriormente indicado como professor de economia em 1971, e onde ele permaneceu por mais de vinte anos. Ele lecionou principalmente cursos de história do pensamento econômico.
Embora fosse um economista muito pouco convencional, que se considerava ele próprio mais um teórico social e um "filósofo mundial" (filósofo preocupado com assuntos "internacionais", como as estruturas econômicas), e que tendia a integrar as disciplinas da história, economia e filosofia, Heilbroner foi, no entanto, reconhecido por seus colegas como um importante economista. Ele foi eleito Vice-Presidente da American Economic Association em 1972.
Escrito em 1953, Worldly Philosophers vendeu quase quatro milhões de cópias - o segundo texto de economia mais vendido do mundo (o primeiro sendo Economics, de Paul Samuelson, um popular livro-texto universitário). A sétima edição do livro, publicada em 1999, incluía um capítulo final intitulado "The End of Worldly Philosophy?" (O fim da Filosofia Mundial?), que incluía tanto uma visão sombria do estado atual da economia como uma visão otimista de um "renascimento da filosofia mundial", que incorporava aspectos sociais do capitalismo.
Ele também surgiu com uma forma de classificar economias, como tradicional (baseada na agricultura, talvez uma economia de subsistência), de comando (com uma economia planificada, muitas vezes envolvendo o estado), de mercado (capitalismo) ou mista.
Ainda que fosse um socialista declarado por quase toda sua carreira, Heilbroner escreveu em um artigo no The New Yorker de 1989:
Menos de 75 anos depois de seu início oficial, a batalha entre o capitalismo e o socialismo está terminada: o capitalismo venceu... O capitalismo organiza os assuntos materiais relativos ao homem de maneira mais satisfatória do que o socialismo.
Ele defendeu ainda, na revista Dissent em 1992, que o "capitalismo foi um sucesso indiscutível enquanto o socialismo foi um fracasso" e elogiou Milton Friedman, Friedrich Hayek, e Ludwig von Mises pela sua insistência na superioridade do mercado livre. Ele enfatizou que "as liberdades democráticas ainda não apareceram, exceto transitoriamente, em qualquer nação que se declarou ser fundamentalmente anticapitalista". Entretanto, o modelo capitalista preferido de Heilbroner era o estado de bem-estar social altamente redistribucionista da Escandinávia. Ele afirmou que sua sociedade modelo era "uma Suécia um pouco idealizada".
Heilbroner morreu em 4 de janeiro de 2005, em Nova Iorque, NY, com a idade de 85 anos.

## The Worldly Philosophers
Publicado em 1953, The Worldly Philosophers: The Lives, Times and Ideas of Great Economic Thinkers (1953) vendeu quase quatro milhões de cópias, tornando-se o segundo texto de economia mais vendido de todos os tempos (o primeiro sendo Economia de Paul Samuelson, um livro universitário muito popular). A sétima edição do livro, publicada em 1999, incluía um novo capítulo final intitulado "The End of Worldly Philosophy?", Que incluía uma visão sombria sobre o estado atual da economia, bem como uma visão esperançosa de uma " filosofia mundana renascida "que incorporou aspectos sociais do capitalismo. Seu conteúdo é:
1. Introdução
2. A Revolução Econômica
3. O maravilhoso mundo de Adam Smith
4. Os Apresentações Sombrias de Parson Malthus e David Ricardo
5. Os sonhos dos socialistas utópicos
sobre Robert Owen, Henri de Saint-Simon, Charles Fourier e John Stuart Mill
6. O sistema inexorável de Karl Marx
7. O mundo vitoriano e o submundo da economia
sobre Francis Ysidro Edgeworth, Frederic Bastiat, Henry George, John A. Hobson e Alfred Marshall
8. A Sociedade Selvagem de Thorstein Veblen
9. As heresias de John Maynard Keynes
10. As contradições de Joseph Schumpeter
11. O fim da filosofia mundana?

## Publicações (lista parcial)
- Economic Relevance: A Second Look(with Arthur Ford), 1971, Goodyear Publishing Company, Inc., Palisades, California. ISBN 0-87620-262-8
- The Worldly Philosophers, 1953, Simon & Schuster, 7th edition, 1999: ISBN 0-684-86214-X
- The Quest For Wealth: A Study of Acquisitive Man, Simon & Schuster, 1956
- The Future as History, Harper & Row, 1960
- The Making of Economic Society, 1963, Prentice Hall, 10th edition 1992, 11th edition 2001: ISBN 0-13-091050-3 (a primeira edição serviu como sua dissertação de doutorado)
- The Great Ascent: The Struggle for Economic Development In Our Time, Harper & Row, 1963
- A Primer on Government Spending (com Peter L. Bernstein), New York: Vintage Books, 1963
- The Limits of American Capitalism, Harper & Row, 1966
- "Do Machines Make History?" Technology and Culture 8 (July 1967): 335-345.
- The Economic Problem, 1968, Prentice Hall, First Edition, Englewood Cliffs, New Jersey (1968; edições posteriores com James K. Galbraith, Lester Thurow)
- Understanding Macroeconomics,1972, Fourth Edition, Prentice-Hall, Inc., Englewoods Cliffs, New Jersey, ISBN 0-13-936344-0
- Between Capitalism and Socialism. Essays in Political Economics. Oct. 1970, Vintage Books and Random House. (Uma compilação de publicações dispersas.)
- An Inquiry into the Human Prospect, 1974, W. W. Norton, 2nd edition 1980: ISBN 0-393-95139-1, R. S. Means Company, 3rd edition 1991: ISBN 0-393-96185-0
- Business Civilization in Decline, Marion Boyars Pubs. Ltd., 1976. Also, Pelican Books, 1977: ISBN 0-14-022015-1
- Marxism: For and Against. 1st ed. New York: W.W. Norton, 1980. ISBN 0-393-95166-9
- The Economic Transformation of America: 1600 to the Present. New York: Harcourt Brace Jovanovich, 1977; 2d ed. (com Aaron Singer), 1984; 4th edition (Wadsworth Publishing), 1998, ISBN 0-15-505530-5.
- Economics Explained: Everything You Need to Know About How the Economy Works and Where It's Going (com Lester Thurow), 1982, 4th edition, 1998, ISBN 0-684-84641-1
- The Nature and Logic of Capitalism, 1985, W. W. Norton, ISBN 0-393-95529-X
- Behind the Veil of Economics: Essays in the Worldly Philosophy, 1988, W. W. Norton, ISBN 0-393-30577-5
- The Debt and Deficit: False Alarms/Real Possibilities (com Peter L. Bernstein), 1989, W. W. Norton, ISBN 0-393-30611-9
- "Analysis and Vision in the History of Modern Economic Thought." Journal of Economic Literature (September 1990): 1097-1114.
- 21st Century Capitalism, 1993, W. W. Norton hardcover: ISBN 0-88784-534-7, 1994 paperback: ISBN 0-393-31228-3.
- "Technological Determinism Revisited." em Does Technology Drive History? The Dilemma of Technological Determinism, editado por Merritt Roe Smith e Leo Marx, Cambridge, MA: MIT Press, 1994.
- The Crisis of Vision in Modern Economic Thought. (com William S. Milberg), 1995, Cambridge University Press, ISBN 0-521-49774-4
- Teachings from the Worldly Philosophy, W. W. Norton, 1996, ISBN 0-393-31607-6
- The Economic Transformation of America Since 1865 (com Alan Singer), Harcourt Brace College Publishers, 1997, ISBN 0-15-501242-8